# Complete Discography
Complete Discography ist eine Kompilation der Hardcore-Punk-Band Minor Threat. Sie erschien 1989 auf Dischord Records.

## Hintergrund
Die Kompilation enthält fast alle Aufnahmen, die die Band zwischen 1981 und 1983 für Dischord Records tätigte. Nicht enthalten sind die EP First Demo Tape mit Demoaufnahmen von Anfang 1981, die erst 2003 durch Dischord Records veröffentlicht wurden, und das Lied You Betrayed Me by Growing Up, das erst später entdeckt wurde. Complete Discography ist die erste CD-Veröffentlichung der Band. Enthalten sind unter anderem die beiden Lieder Stand Up und 12XU (eine Wire-Coverversion) vom Flex Your Head-Sampler. 
Die Erstveröffentlichung erfolgte 1989 auf CD. Die Originalpressung zeigt das von der Minor Threat EP und der Kompilation First Two 7″s on a 12″ bekannte Foto von Alex MacKaye als Skinhead, der auf dem Boden sitzt und sein Gesicht in den Armen vergräbt. Auf der Erstveröffentlichung wurde das Cover in rot gehalten, die Neuveröffentlichung 2009 erschien mit blauem Cover. Das Booklet enthält alle Texte der Band, mit Ausnahme der gesprochenen Passagen bei Out of Step und der drei Coverversionen Steppin’ Stone (Boyce and Hart), 12XU (Wire) und Good Guys (Don’t Wear White) (Edd Cobb für The Standells). Die 2003er Version wurde im Silver Sonya Studio remastered.

## Titelliste
1. Filler – 1:32
2. I Don’t Wanna Hear It – 1:13
3. Seeing Red – 1:02
4. Straight Edge – 0:45
5. Small Man, Big Mouth – 0:55
6. Screaming at a Wall – 1:31
7. Bottled Violence – 0:53
8. Minor Threat – 1:27
9. Stand Up – 0:53
10. 12XU – 1:03
11. In My Eyes – 2:49
12. Out of Step (With the World) – 1:16
13. Guilty of Being White – 1:18
14. Steppin’ Stone – 2:12
15. Betray – 3:02
16. It Follows – 1:50
17. Think Again – 2:18
18. Look Back and Laugh – 3:16
19. Sob Story – 1:50
20. No Reason – 1:57
21. Little Friend – 2:18
22. Out of Step – 1:20
23. Cashing In – 3:44
24. Stumped – 1:55
25. Good Guys (Don’t Wear White) – 2:14
26. Salad Days – 2:46

## Rezeption
Minor Threat gilt als Kultband der Hardcore-Punk-Szene und als Wegbereiter für die Straight-Edge-Bewegung, dementsprechend groß war die Nachfrage nach dieser Kompilation. Für Stephen Thomas Erlewine von Allmusic ist das Album ein Meilenstein des Hardcore Punks und eignet sich gut zum Einstieg in die Hardcore-Punk-Szene. Jedoch sagt er auch, dass viele Lieder nach heutigen Maßstäben nicht mehr zeitgemäß klingen würden. Das Magazin Rolling Stone wählte das Album in seiner 2016 erschienenen Liste 40 Greatest Punk Albums of All Time auf Platz 27.